# Звёздный десант: Предатель Марса
«Звёздный десант: Предатель Марса» (англ. Starship Troopers: Traitor of Mars) — полнометражный компьютерный CG-фильм, режиссёра Синдзи Арамаки и Масару Мацумото. Выпущен в 2017 году, является прямым продолжением мультфильма «Вторжение».
Главные роли озвучивали Каспер Ван Дин и Дина Мейер, снимавшиеся в «Звёздном десанте» Пола Верховена.
Рейтинг MPAA — R, лицам до 17 лет обязательно присутствие взрослого.

## Сюжет
После событий «Вторжения» генерал Джонни Рико был разжалован в полковники и на пару с сержантом-майором Гайем "Похреном" Каннингемом (единственным выжившим из команды К-12) отправлен на марсианскую орбитальную базу для подготовки пополнений в космический десант. К несчастью для Рико, ему в подчинение достался худший отряд, который полковник за постоянные провалы боевых симуляций окрестил "Потерянный". Тем временем, на Марсе празднуется 25-я годовщина терраформирования, параллельно с чем всё чаще звучат призывы к властям Федерации предоставить независимость марсианской колонии. Амбициозный и честолюбивый Звездный маршал Эми Снэпп решает переиграть ситуацию, направив практически весь Звездный флот и космический десант на борьбу с арахнидами на территории врага. Министр разведки и паранормальных войн Карл Дженкинс пытается предупредить своих старых школьных друзей - Рико и капитана Звездного флота Кармен Ибанез - о некоей опасности, грозящей Марсу от Снэпп, но его арестовывают агенты спецподразделения Федерации по обвинению в измене.
Празднество на Марсе оборачивается трагедией - планету атакуют неизвестно откуда появившиеся арахниды. Города на поверхности практически уничтожены, а орбитальная база разрушена. Полковнику Рико вместе с "Потерянным отрядом" удается, хоть и не без потерь, приземлиться на поверхность Марса и уничтожить несколько жуков-плазмометателей. На утро их подбирает десантный транспорт, но Рико из-за поломок своего скафандра не сумел попасть на борт корабля и пропадает из виду. Кармен в это же время уходит из-под ареста агентов спецподразделения, посланных Звездным маршалом. На допросе Дженкинса Эми Снэпп частично раскрывает арестованному министру свой план "покарать" Марс за вольнодумство и "предательство Федерации", а Дженкинса объявить главным виновником внезапной атаки арахнидов на планету. Оказалось, что ей было известно о существовании целого улья жуков на Марсе, и после геноцида населения колонии наступит конечный этап - взрыв Марса с помощью заранее заготовленной бомбы, представленный общественности как акт милосердия.
Дженкинс, используя свои телепатические способности, воссоздает в сознании выжившего Джонни Рико образ его погибшей соратницы и возлюбленной Диззи Флорес. В виде галлюцинации она приводит Рико к старой башне терраформирования, в которой и находится бомба. Воссоединившись с "Потерянным отрядом", Рико отключает бомбу в тот момент, когда Звездный маршал уже собиралась активировать её в прямом эфире. Воспользовавшись моментом, Рико и его отряд объявляют в эфире о своем намерении продолжать борьбу за Марс, что сразу лишает Эми Снэпп доверия граждан.
Заманив атакующих жуков в башню терраформирования и вызвав её перегрузку, отряд с помощью Кармен покидает башню до взрыва. Позже Кармен и Рико вместе приходят в кабинет Звездного маршала за ответами, но находят там освободившегося Дженкинса. Все вместе старые друзья решают продолжать войну с арахнидами до победы: Карл на посту нового Звездного маршала, Кармен - как капитан десантного крейсера, а восстановленный в звании Рико - как командир пополненного и прошедшего боевое крещение "Потерянного отряда".

## Роли озвучивали
- Каспер Ван Дин — полковник Джонни Рико, командир Мобильной Пехоты на Марсе.
- Дина Мейер — Диззи Флорес, появляется в виде галлюцинаций Джонни, вызванных Карлом для поднятия боевого духа Рико.
- Джастин Доран — Карл Дженкинс, министр разведки, дружил с Джонни ещё со школы.
- Люси Кристиан — Кармен Ибанез, капитан-пилот корабля «Джон Уорден».
- Эмили Невес — небесный маршал Эми Снапп, командует флотом Федерации.
- Скотт Гиббс — Лейтенант Тоши Баба.
- ДеРэй Дэвис — Капрал «Сто Первый», опытный эксперт по взрывчатке.
- Джульетта Симмонс — Тами Камачо, единственная девушка в группе новичков.
- Крис Гибсон — Датч Кантор, шутник, которого жуки всегда разрывали на тренировках в симуляторе. Так же его убили в реальной жизни.
- Грег Эйрес — рядовой 2-го класса Гео Малик, тихий солдат больше склонен к науке а не бою.
- Леральдо Анцальдуа — сержант-майор Гай «Похрен» Каннингем, теперь правая рука Рико после событий Вторжения.
- Джон Сваси — Джордж Баба, двоюродный брат лейтенанта Бабы и пилот Марсианской национальной гвардии.